# Daniela Bobadilla

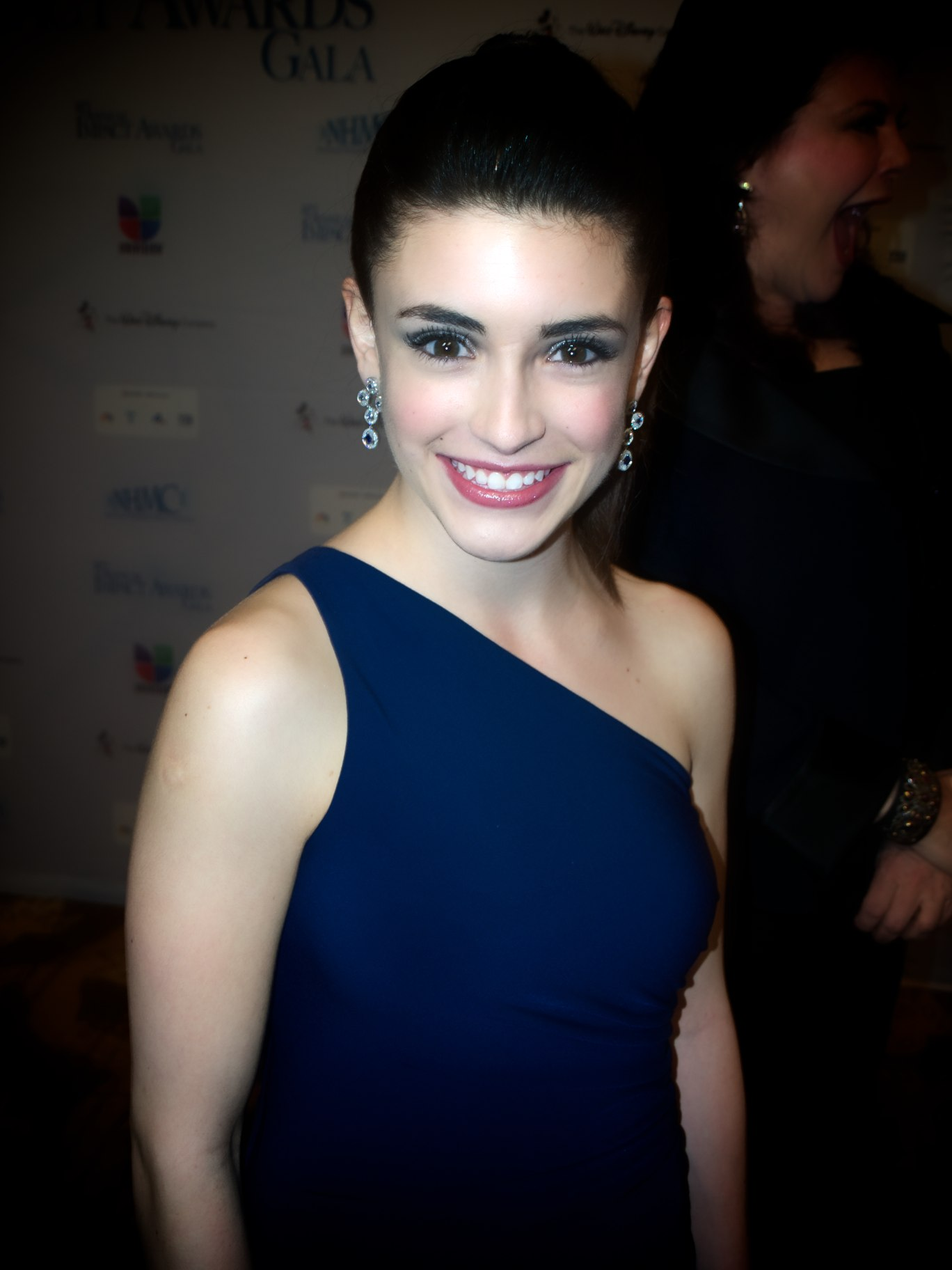
Daniela Bobadilla (2012)

Daniela Bobadilla (* 4. April 1993 in Mexiko-Stadt, Mexiko) ist eine mexikanisch-kanadische Schauspielerin. Bekannt ist sie durch ihre Rollen im Film Mr. Troop Mom – Das verrückte Feriencamp (2009) und in der Serie Anger Management (2012–2014).

## Leben und Karriere
Daniela Bobadilla wurde im April 1993 in der mexikanischen Hauptstadt Mexiko-Stadt geboren. Später zog sie zusammen mit ihrer Familie nach Kanada, zuerst nach North Vancouver, British Columbia, dann in die Nähe von Coquitlam. Sie zeigte schon früh eine Begabung als Schauspielerin, so nahm sie an der Summit Middle School an Theaterkursen teil und spielte im Theatrix Youththeatre Society in Produktionen wie Anatevka, High School Musical und Der Zauberer von Oz in Hauptrollen mit. Während sie die Heritage Woods Secondary School besuchte, begann sie an Castings für Fernseh- und Filmrollen teilzunehmen.
2009 gab sie im Nickelodeon-Fernsehfilm Mr. Troop Mom – Das verrückte Feriencamp an der Seite von George Lopez und Jane Lynch in der Rolle von Lopez’ 13-jähriger Tochter Naomi Serrano ihr Fernsehdebüt. Es folgten zwei Gastauftritte in den um Vancouver produzierten The-CW-Serien Smallville (2009) und Supernatural (2010). Aufgrund ihres Erfolgs mit Mr. Troop Mom zog sie nach Los Angeles und spielte 2010 im Lifetime-Fernsehfilm Lies in Plain Sight eine jüngere Version der von Martha Higareda porträtierten Sofia Delgado und neben Tim Roth in einer Episode von Lie to Me. 2011 war sie in der Rolle der Jenny McCaffrey im von Hallmark Channel ausgestrahlten Fernsehfilm Oliver’s Ghost zu sehen. 2012 hatte sie neben einer zweiteiligen Gastrolle in Desperate Housewives auch die Nebenrolle der Emma, der Freundin von Rex Britten (Dylan Minnette), in der NBC-Serie Awake inne. Ihre bis dahin größte Rolle spielt sie seit 2012 an der Seite von Charlie Sheen und Shawnee Smith in der Hauptrolle als Sam Goodson, der Tochter von Sheens und Smiths Figur, in Anger Management. 2013 hatte sie in der vierten Staffel der Jugendserie Big Time Rush eine Gastrolle.

## Filmografie (Auswahl)
- 2009: Mr. Troop Mom – Das verrückte Feriencamp (Mr. Troop Mom, Fernsehfilm)
- 2009: Smallville (Fernsehserie, Episode 8x15)
- 2010: Lies in Plain Sight (Fernsehfilm)
- 2010: Supernatural (Fernsehserie, Episode 5x12)
- 2010: Lie to Me (Fernsehserie, Episode 3x02)
- 2011: Oliver’s Ghost (Fernsehfilm)
- 2012: Desperate Housewives (Fernsehserie, Episode 8x11–8x12)
- 2012: Awake (Fernsehserie, 7 Episoden)
- 2012: Emily Owens (Emily Owens, M.D., Fernsehserie, Episode 1x03)
- 2012–2014: Anger Management (Fernsehserie, 55 Episoden)
- 2013: Big Time Rush (Fernsehserie, Episode 4x05)
- 2013: The Cheating Pact (Fernsehfilm)
- 2015: Mothers of the Bride
- 2015: Perfect High (Fernsehfilm)
- 2016: Texas Heart
- 2016: The Stranger Inside
- 2016–2018: The Middle (Fernsehserie, 25 Episoden)
- 2017: The Rachels
- 2017: Secs & Execs
- 2019: Modern Family (Fernsehserie, Episode 4x11)